# Elisabeth (métro de Bruxelles)
Pour les articles homonymes, voir Élisabeth.
Elisabeth est une station des lignes 2 et 6 du métro de Bruxelles située à Bruxelles, sur la commune de Koekelberg. 
Elle constitue le niveau inférieur d'une station dont les autres niveaux forment la station Simonis.

## Situation
La station de métro se trouve en dessous de la place Eugène Simonis, à la fin du Boulevard Léopold II, non loin de la maison communale. 
Elle constitue le terminus des lignes 2 et 6, précédée par la station Ribaucourt.
Aux niveaux supérieurs, la station Simonis forme l'autre terminus de la ligne 2 et une station de passage de la ligne 6, qui font le tour de la ville via la Petite ceinture.

## Histoire
La ligne 2 est ouverte en 1988 entre la  Gare du Midi et la station Simonis. Cette dernière avait ouvert le 6 octobre 1982 lors de l'extension de la ligne 1 A entre Beekkant et Bockstael. Un nouveau quai est donc construit à Simonis au niveau inférieur (l'actuelle station Elisabeth) afin de permettre le transit entre les lignes 2 et 1A.
En 2009, un tronçon de métro est construit entre Delacroix et Gare de l’Ouest. Le réseau est alors complètement réorganisé en avril 2009 : la ligne 2 fait désormais une boucle complète et la section nord de la ligne 1A est reprise par la ligne 6. Le niveau intermédiaire sous le pré-métro (terminus de la ligne 2 "ouest" et quai de passage de la ligne 6) est renommé Simonis Léopold II, tandis que le niveau inférieur de la station (terminus commun de la ligne 2 "nord" et de la ligne 6) est renommé Simonis Elisabeth. Les stations de tramway et de bus conservent le nom Simonis.
Cette situation restait confuse pour les voyageurs ce qui pousse la STIB en 2013 à renommer les stations : Simonis Elisabeth est devenu Elisabeth tandis que tout le reste de la station, y compris la précédente Simonis Léopold II, est resté ou redevenu Simonis. Depuis lors donc, toutes les entrées, sorties et correspondances de la « station Elisabeth » se font par l'intermédiaire de la « station Simonis ».

## Caractéristiques
Les stations Simonis/Élisabeth forment un pôle de transit entre la ligne 2 et la ligne 6. 
Ce pôle comprend donc trois étages de voies et de quais : 
- au niveau supérieur, le prémétro ;
- au niveau moyen, le terminus de la ligne 2, gare de passage pour la ligne 6 (Simonis, anciennement Simonis - Leopold II[2]) ;
- enfin, au niveau inférieur, le terminus commun des lignes 2 et 6 (Elisabeth, anciennement Simonis - Elisabeth[2]).

Il existe un raccordement entre le terminus des lignes 2 et 6 (arrière gare de la station Elisabeth) et la voie en direction de la station Osseghem. Ce raccordement, qui n'a jamais été utilisé que par des rames vides (« haut-le-pied » en jargon ferroviaire), permettait avant le bouclage aux rames de la ligne 2 de rejoindre le dépôt Delta ou d'en provenir. Il est beaucoup moins utilisé depuis que, d'une part, la section Beekkant – Gare de l'Ouest est commune à toutes les lignes de métro, et que, d'autre part, un deuxième dépôt a été ouvert en 2009 à proximité de la station Jacques Brel. Un troisième dépôt est d'ailleurs en construction depuis mars 2017 au terminus Erasme.

## Service aux voyageurs

### Quais
La station est de conception classique, constituée de deux voies encadrées par deux quais latéraux.

## À proximité
- Basilique de Koekelberg ;
- Parc Élisabeth.